# Maja Schöne
Maja Schöne (Stoccarda, 1976) è un'attrice tedesca, nota per il ruolo di Hannah Kahnwald nella serie televisiva Dark.

## Filmografia parziale

### Cinema
- Cowgirl, regia di Mark Schlichter (2004)
- Der Brand, regia di Brigitte Maria Bertele (2011)

### Televisione
- 14º Distretto (Großstadtrevier) – serie TV, episodio 17x14 (2003)
- Tatort – serie TV, 15 episodi (2005-2020)
- Polizeiruf 110 – serie TV, 3 episodi (2007-2023)
- Dark – serie TV, 20 episodi (2017-2020)
- Helgoland 513, regia di Robert Schwentke – miniserie TV, puntata 1 (2024)